# 逢泽之会
逢泽之会，战国时期前344年魏惠王率领诸侯朝觐周王的盟会。
魏惠王以朝见周天子为名，召集泗上十二诸侯举行会盟，图谋攻打秦国。秦孝公下令加强防守，并采纳商鞅“尊魏为王”的策略来麻痹魏王，改变魏国进攻秦国的意图。秦孝公派商鞅游说魏惠王，劝说他除了号令宋国、卫国、邹国、鲁国等十二个小国外，还要向北联合燕国，向东攻打齐国，迫使赵国屈服；向西联合秦国，向南攻打楚国，迫使韩国屈服，这样霸业可成。商鞅还建议魏惠王顺从天下之志，先行称王，再图霸业。
魏惠王听从商鞅的游说，开始称王，按照天子的规格大建宫室，制作丹衣和九施、七星之旗，并召集各小国参加逢泽（今河南省开封市南）会盟，秦公子少官和赵肃侯也应邀参加，诸侯会盟后又前往朝见天子周显王。魏惠王僭越礼制的行为引起了齐、楚等国的愤怒，诸侯纷纷倒向齐国。两年后，爆发马陵之战。